# Liste de manoirs en Estonie
Voici une liste de manoirs en Estonie.
Cette liste ne comprend pas les châteaux qui sont dans la Liste des châteaux.

## Manoirs en Estonie
| Nom                     | Lieu                     | Comté               | Fondé en           | Image | Réfs. |
| ----------------------- | ------------------------ | ------------------- | ------------------ | ----- | ----- |
| Manoir de Aa            | Commune de Lüganuse      | Comté de Viru-Est   | 1426               |       |       |
| Manoir de Ääsmäe        | Commune de Saue          | Comté de Harju      | 1574               |       |       |
| Manoir de Aaspere       | Commune de Haljala       | Comté de Viru-Ouest | XVIe siècle        |       |       |
| Manoir de Aavere        | Väike-Maarja             | Comté de Viru-Ouest | 1765               |       |       |
| Manoir de Adavere       | Põltsamaa                | Comté de Jõgeva     | XVIIe siècle       |       |       |
| Manoir de Ahja          | Commune de Ahja          | Comté de Põlva      | 1553               |       |       |
| Château d'Alatskivi     | Alatskivi                | Comté de Tartu      | XVIe siècle        |       |       |
| Manoir de Albu          | Commune de Albu          | Comté de Järva      | 1282               |       |       |
| Manoir de Alu           | Commune de Rapla         | Comté de Rapla      | 1409               |       |       |
| Manoir de Anija         | Commune de Anija         | Comté de Harju      | 1482               |       |       |
| Manoir d'Arbafer        | Commune de Kadrina       | Comté de Viru-Ouest | 1527               |       |       |
| Manoir de Arkna         | Commune de Rakvere       | Comté de Viru-Ouest | 1527               |       |       |
| Manoir de Aruküla       | Commune de Koeru         | Comté de Järva      | XVIIe siècle       |       |       |
| Manoir de Aruküla       | Commune de Raasiku       | Comté de Harju      | XVIIe siècle       |       |       |
| Manoir de Atla          | Commune de Juuru         | Comté de Rapla      | 1422               |       |       |
| Manoir de Salla         | Commune de Väike-Maarja  | Comté de Viru-Ouest | 1479               |       |       |
| Manoir de Avanduse      | Commune de Väike-Maarja  | Comté de Viru-Ouest | 1494               |       |       |
| Manoir de Eivere        | Commune de Paide         | Comté de Järva      | 1552               |       |       |
| Manoir de Ervita        | Commune de Koeru         | Comté de Järva      | 1663               |       |       |
| Château de Glehn        | Nõmme, Tallinn           | Comté de Harju      | 1886               |       |       |
| Manoir de Härgla        | Commune de Juuru         | Comté de Rapla      | 1516               |       |       |
| Manoir de Harku         | Commune de Harku         | Comté de Harju      | 1372               |       |       |
| Manoir de Hatu          | Commune de Padise        | Comté de Harju      | 1609               |       |       |
| Manoir de Heimtali      | Commune de Pärsti        | Comté de Viljandi   | 1528               |       |       |
| Manoir de Hellenurme    | Commune de Palupera      | Comté de Valga      | 1641               |       |       |
| Manoir de Helme         | Commune de Helme         | Comté de Valga      | XVIIe siècle       |       |       |
| Manoir de Holdre        | Commune de Helme         | Comté de Valga      | 1597               |       |       |
| Manoir de Hummuli       | Commune de Hummuli       | Comté de Valga      | 1470               |       |       |
| Manoir de Illuka        | Commune de Illuka        | Comté de Viru-Est   | 1657               |       |       |
| Manoir de Illuste       | Commune de Varbla        | Comté de Pärnu      | 1646               |       |       |
| Manoir de Imastu        | Commune de Tapa          | Comté de Viru-Ouest | 1447               |       |       |
| Manoir de Ingliste      | Commune de Kehtna        | Rapla               | 1526               |       |       |
| Manoir de Inju          | Commune de Vinni         | Comté de Viru-Ouest | 1520               |       |       |
| Manoir de Jälgimäe      | Commune de Keila         | Comté de Harju      | 1656               |       |       |
| Manoir de Jäneda        | Commune de Tapa          | Comté de Viru-Ouest | avant 1510         |       |       |
| Manoir de Järlepa       | Commune de Juuru         | Comté de Rapla      | 1688               |       |       |
| Manoir de Joosu         | Commune de Laheda        | Comté de Põlva      | 1731               |       |       |
| Manoir de Kabala        | Commune de Türi          | Comté de Järva      | 1638               |       |       |
| Château de Kadriorg     | Kadriorg, Tallinn        | Comté de Harju      | 1718               |       |       |
| Manoir de Kaelase       | Commune de Halinga       | Comté de Pärnu      | 1665               |       |       |
| Manoir de Kalvi         | Commune de Aseri         | Comté de Viru-Est   | 1485               |       |       |
| Manoir de Kammeri       | Commune de Kambja        | Comté de Tartu      | XVIe siècle        |       |       |
| Manoir de Käravete      | Commune de Ambla         | Comté de Järva      | XVIIe siècle       |       |       |
| Manoir de Kärstna       | Commune de Tarvastu      | Comté de Viljandi   | 1678               |       |       |
| Manoir de Käru          | Commune de Käru          | Comté de Rapla      | XVIIIe siècle      |       |       |
| Manoir de Kehtna        | Commune de Kehtna        | Comté de Rapla      | 1470               |       |       |
| Manoir de Keila-Joa     | Commune de Keila         | Comté de Harju      | XVIIe siècle       |       |       |
| Manoir de Kernu         | Commune de Kernu         | Comté de Harju      | 1637               |       |       |
| Manoir de Kiikla        | Commune de Mäetaguse     | Comté de Viru-Est   | XVIIe siècle       |       |       |
| Manoir de Kiltsi        | Commune de Väike-Maarja  | Comté de Viru-Ouest | 1466               |       |       |
| Manoir de Kirna         | Commune de Türi          | Comté de Järva      | 1614               |       |       |
| Manoir de Kiviloo       | Commune de Raasiku       | Comté de Harju      | 1413               |       |       |
| Manoir de Kodasoo       | Commune de Kuusalu       | Comté de Harju      | 1485               |       |       |
| Manoir de Kodijärve     | Commune de Kambja        | Comté de Tartu      | XVIIe siècle       |       |       |
| Manoir de Kohala        | Commune de Sõmeru        | Comté de Viru-Ouest | 1880s              |       |       |
| Manoir de Kohila        | Commune de Kohila        | Comté de Rapla      | 1438               |       |       |
| Manoir de Kõima         | Commune de Audru         | Comté de Pärnu      | vers 1800          |       |       |
| Manoir de Kõltsu        | Commune de Keila         | Comté de Harju      | XIXe siècle        |       |       |
| Manoir de Kolu          | Commune de Türi          | Comté de Järva      | 1639               |       |       |
| Manoir de Kõljala       | Commune de Pihtla        | Comté de Saare      | 1250               |       |       |
| Manoir de Kolga         | Commune de Kuusalu       | Comté de Harju      | 1230               |       |       |
| Manoir de Koordi        | Commune de Roosna-Alliku | Comté de Järva      | 1485               |       |       |
| Manoir de Kose-Uuemõisa | Commune de Kose          | Comté de Harju      | 1340               |       |       |
| Manoir de Kostivere     | Commune de Jõelähtme     | Comté de Harju      | 1379               |       |       |
| Kõue                    | Commune de Kõue          | Comté de Harju      | 1241               |       |       |
| Manoir de Kudina        | Commune de Palamuse      | Comté de Jõgeva     | 1447               |       |       |
| Manoir de Kukruse       | Commune de Kohtla        | Comté de Viru-Est   | 1453               |       |       |
| Manoir de Kumna         | Commune de Harku         | Comté de Harju      | XVIIe siècle       |       |       |
| Manoir de Kuremaa       | Commune de Jõgeva        | Comté de Jõgeva     | XVIe siècle        |       |       |
| Manoir de Kuusiku       | Commune de Rapla         | Comté de Rapla      | 1467               |       |       |
| Manoir de Lahmuse       | Commune de Suure-Jaani   | Comté de Viljandi   | 1593               |       |       |
| Manoir de Laitse        | Commune de Kernu         | Comté de Harju      | 1630               |       |       |
| Manoir de Lasila        | Commune de Rakvere       | Comté de Viru-Ouest | XVIIe siècle       |       |       |
| Manoir de Laupa         | Commune de Türi          | Comté de Järva      | XVIIe siècle       |       |       |
| Manoir de Lehtse        | Commune de Tapa          | Comté de Viru-Ouest | 1467               |       |       |
| Manoir de Liigvalla     | Commune de Rakke         | Comté de Viru-Ouest | 1797               |       |       |
| Lihula                  | Commune de Lihula        | Comté de Lääne      | XIXe siècle        |       |       |
| Manoir de Lohu          | Commune de Kohila        | Comté de Rapla      | 1620               |       |       |
| Manoir de Loona         | Commune de Kihelkonna    | Comté de Saare      | 1480               |       |       |
| Manoir de Luke          | Commune de Nõo           | Comté de Tartu      | 1557               |       |       |
| Manoir de Lustivere     | Commune de Põltsamaa     | Comté de Jõgeva     | 1552               |       |       |
| Manoir de Luua          | Commune de Palamuse      | Comté de Jõgeva     | 1519               |       |       |
| Manoir de Maardu        | Commune de Jõelähtme     | Comté de Harju      | 1397               |       |       |
| Manoir de Maarjamäe     | Maarjamäe, Tallinn       | Comté de Harju      | XVIIe siècle       |       |       |
| Manoir de Mäetaguse     | Commune de Mäetaguse     | Comté de Viru-Est   | 1542               |       |       |
| Manoir de Maidla        | Commune de Maidla        | Comté de Viru-Est   | 1465               |       |       |
| Manoir de Maidla (Rap)  | Commune de Juuru         | Comté de Rapla      | 1452               |       |       |
| Manoir de Malla         | Commune de Viru-Nigula   | Comté de Viru-Ouest | 1443               |       |       |
| Manoir de Mäo           | Commune de Paide         | Comté de Järva      | XVIe siècle        |       |       |
| Manoir de Meeri         | Commune de Nõo           | Comté de Tartu      | XVIe siècle        |       |       |
| Manoir de Mooste        | Commune de Mooste        | Comté de Põlva      | XVIe siècle        |       |       |
| Manoir de Mõdriku       | Commune de Vinni         | Comté de Viru-Ouest | 1470               |       |       |
| Manoir de Muuga         | Commune de Laekvere      | Comté de Viru-Ouest | XVIe siècle        |       |       |
| Manoir de Neeruti       | Commune de Kadrina       | Comté de Viru-Ouest | 1412               |       |       |
| Manoir de Norra         | Commune de Koeru         | Comté de Järva      | 1569               |       |       |
| Manoir de Ohtu          | Commune de Keila         | Comté de Harju      | XVIIe siècle       |       |       |
| Manoir de Õisu          | Commune de Halliste      | Comté de Viljandi   | XVIe siècle        |       |       |
| Manoir de Olustvere     | Commune de Suure-Jaani   | Comté de Viljandi   | XVIe siècle        |       |       |
| Manoir de Ontika        | Commune de Kohtla        | Comté de Viru-Est   | XVIIe siècle       |       |       |
| Manoir de Oru           | Commune de Jõhvi         | Comté de Viru-Est   | 1899               |       |       |
| Manoir de Oti           | Commune de Pöide         | Comté de Saare      | 1309               |       |       |
| Manoir de Pädaste       | Commune de Muhu          | Comté de Saare      | XVIe siècle        |       |       |
| Manoir de Padise        | Commune de Padise        | Comté de Harju      | 1780               |       |       |
| Manoir de Paju          | Commune de Tõlliste      | Comté de Valga      | 1748               |       |       |
| Manoir de Palmse        | Commune de Vihula        | Comté de Viru-Ouest | Moyen Âge          |       |       |
| Manoir de Palurpera     | Palupera                 | Comté de Valga      | 1765               |       |       |
| Manoir de Pennijöggi    | Commune de Lihula        | Comté de Lääne      | XVIIe siècle       |       |       |
| Manoir de Pikajärve     | Commune de Valgjärve     | Comté de Põlva      | 1749               |       |       |
| Manoir de Pirgu         | Commune de Juuru         | Comté de Rapla      | 1662               |       |       |
| Manoir de Põlgaste      | Commune de Kanepi        | Comté de Põlva      | 1628               |       |       |
| Manoir de Pööravere     | Commune de Halinga       | Comté de Pärnu      |                    |       |       |
| Manoir de Pootsi        | Commune de Tõstamaa      | Comté de Pärnu      | XVIe siècle        |       |       |
| Manoir de Porkuni       | Commune de Tamsalu       | Comté de Viru-Ouest | 1479               |       |       |
| Manoir de Pühajärve     | Commune de Otepää        | Comté de Valga      | 1376               |       |       |
| Manoir de Purdi         | Commune de Paide         | Comté de Järva      | 1560               |       |       |
| Manoir de Purila        | Commune de Juuru         | Comté de Rapla      | 1513 ; XIXe siècle |       |       |
| Manoir de Pürksi        | Commune de Noarootsi     | Comté de Lääne      | 1620               |       |       |
| Manoir de Putkaste      | Commune de Martna        | Comté de Lääne      | XIXe siècle        |       |       |
| Manoir de Puurmani      | Commune de Puurmani      | Comté de Jõgeva     | Moyen Âge          |       |       |
| Manoir de Raadi         | Tartu                    | Comté de Tartu      | 1783               |       |       |
| Manoir de Rabivere      | Commune de Kohila        | Comté de Rapla      | 1417               |       |       |
| Manoir de Rägavere      | Commune de Sõmeru        | Comté de Viru-Ouest | 1540               |       |       |
| Manoir de Raikküla      | Commune de Raikküla      | Comté de Rapla      | 1469               |       |       |
| Manoir de Ravila        | Commune de Kose          | Comté de Harju      | 1469               |       |       |
| Manoir de Riisipere     | Commune de Nissi         | Comté de Harju      | 1394               |       |       |
| Manoir de Roosna-Alliku | Commune de Roosna-Alliku | Comté de Järva      | XVIe siècle        |       |       |
| Manoir de Ruila         | Commune de Kernu         | Comté de Harju      | 1417               |       |       |
| Manoir de Rogosi        | Commune de Haanja        | Comté de Võru       | vers 1600          |       |       |
| Manoir de Saadjärve     | Commune rurale de Tartu  | Comté de Tartu      | 1628               |       |       |
| Manoir de Saare         | Commune de Noarootsi     | Comté de Lääne      | 1622               |       |       |
| Manoir de Sagadi        | Commune de Vihula        | Comté de Viru-Ouest | 1469               |       |       |
| Manoir de Saka          | Commune de Kohtla        | Comté de Viru-Est   | 1626               |       |       |
| Manoir de Saku          | Commune de Saku          | Comté de Harju      | 1463               |       |       |
| Manoir de Sangaste      | Commune de Sangaste      | Comté de Valga      | 1522               |       |       |
| Manoir de Sänna         | Commune de Rõuge         | Comté de Võru       | Moyen Âge          |       |       |
| Manoir de Särevere      | Commune de Türi          | Comté de Järva      | XVIIe siècle       |       |       |
| Manoir de Sargvere      | Commune de Paide         | Comté de Järva      | 1722               |       |       |
| Manoir de Saue          | Commune de Saue          | Comté de Harju      | XVIIe siècle       |       |       |
| Manoir de Sausti        | Commune de Kiili         | Comté de Harju      | 1453               |       |       |
| Manoir de Seidla        | Commune de Albu          | Comté de Järva      | 1639               |       |       |
| Manoir de Seli          | Commune de Rapla         | Comté de Rapla      | 1474               |       |       |
| Manoir de Sillapää      | Commune de Räpina        | Comté de Põlva      | 1582               |       |       |
| Manoir de Suure-Kõpu    | Commune de Kõpu          | Comté de Viljandi   | 1487               |       |       |
| Manoir de Suure-Lähtru  | Commune de Martna        | Comté de Lääne      | XVIe siècle        |       |       |
| Manoir de Suuremõisa    | Commune de Pühalepa      | Comté de Hiiu       | XVIe siècle        |       |       |
| Manoir de Sõmerpalu     | Commune de Sõmerpalu     | Comté de Võru       | 1544               |       |       |
| Manoir de Taagepera     | Commune de Helme         | Comté de Valga      | XVIe siècle        |       |       |
| Manoir de Taali         | Commune de Tori          | Comté de Pärnu      | XVIIe siècle       |       |       |
| Manoir de Tähtvere      | Commune de Nõo           | Comté de Tartu      | 1515               |       |       |
| Manoir de Tammistu      | Commune rurale de Tartu  | Comté de Tartu      | XVIIIe siècle      |       |       |
| Manoir de Tilsi         | Commune de Laheda        | Comté de Põlva      | 1749               |       |       |
| Manoir de Tohisoo       | Commune de Kohila        | Comté de Rapla      | XVIIe siècle       |       |       |
| Manoir de Tõstamaa      | Commune de Tõstamaa      | Comté de Pärnu      | 1553               |       |       |
| Manoir de Tuudi         | Commune de Lihula        | Comté de Lääne      | XVIIe siècle       |       |       |
| Manoir de Uderna        | Commune de Rõngu         | Comté de Tartu      | 1486               |       |       |
| Manoir de Udeva         | Commune de Koeru         | Comté de Järva      | 1594               |       |       |
| Manoir de Udriku        | Commune de Kadrina       | Comté de Viru-Ouest | 1642               |       |       |
| Manoir de Ungru         | Commune de Ridala        | Comté de Lääne      | 1523               |       |       |
| Manoir de Uuemõisa      | Commune de Ridala        | Comté de Lääne      | 1539               |       |       |
| Manoir de Uue-Põltsamaa | Commune de Põltsamaa     | Comté de Jõgeva     | XVIIe siècle       |       |       |
| Manoir de Uue-Suislepa  | Commune de Tarvastu      | Comté de Viljandi   | 1805               |       |       |
| Manoir de Vääna         | Commune de Harku         | Comté de Harju      | 1325               |       |       |
| Manoir de Väätsa        | Commune de Türi          | Comté de Järva      | 1620-1630          |       |       |
| Manoir de Väimela       | Commune de Võru          | Comté de Võru       | 1590               |       |       |
| Manoir de Vaimõisa      | Commune de Märjamaa      | Comté de Rapla      | 1494               |       |       |
| Manoir de Valkla        | Commune de Kuusalu       | Comté de Harju      | 1627               |       |       |
| Manoir de Väinjärve     | Commune de Koeru         | Comté de Järva      | après 1663         |       |       |
| Manoir de Vanamõisa     | Commune de Haljala       | Comté de Viru-Ouest | vers 1660          |       |       |
| Manoir de Vana-Nursi    | Commune de Rõuge         | Comté de Võru       | 1688               |       |       |
| Manoir de Vana-Vigala   | Commune de Vigala        | Comté de Rapla      | 1420               |       |       |
| Manoir de Vana-Võidu    | Commune de Viljandi      | Comté de Viljandi   | vers 1504          |       |       |
| Manoir de Varangu       | Commune de Väike-Maarja  | Comté de Viru-Ouest | XVIIe siècle       |       |       |
| Manoir de Vasalemma     | Commune de Vasalemma     | Comté de Harju      | 1825               |       |       |
| Manoir de Vasta         | Commune de Viru-Nigula   | Comté de Viru-Ouest | 1398               |       |       |
| Manoir de Vastse-Kambja | Commune de Kambja        | Comté de Tartu      | XVIIe siècle       |       |       |
| Manoir de Vatla         | Commune de Hanila        | Comté de Lääne      | XVIe siècle        |       |       |
| Manoir de Veltsi        | Commune de Rakvere       | Comté de Viru-Ouest | 1709               |       |       |
| Manoir de Vihterpalu    | Commune de Padise        | Comté de Harju      | 1622               |       |       |
| Manoir de Vihula        | Commune de Vihula        | Comté de Viru-Ouest | 1501               |       |       |
| Manoir de Viimsi        | Commune de Jõelähtme     | Comté de Harju      | Moyen Âge          |       |       |
| Manoir de Viitina       | Commune de Rõuge         | Comté de Võru       | 1542               |       |       |
| Manoir de Viljandi      | Viljandi                 | Comté de Viljandi   | XVIIe siècle       |       |       |
| Manoir de Vohnja        | Commune de Kadrina       | Comté de Viru-Ouest | 1504               |       |       |
| Manoir de Võisiku       | Commune de Põltsamaa     | Comté de Jõgeva     | 1558               |       |       |
| Manoir de Voltveti      | Commune de Saarde        | Comté de Pärnu      | 1601               |       |       |
| Manoir de Vooru         | Commune de Tarvastu      | Comté de Viljandi   | XVIe siècle        |       |       |